# Port lotniczy Mustique
Port lotniczy Mustique – port lotniczy zlokalizowany na wyspie Mustique, należącej do archipelagu Grenadyn (karaibskie państwo Saint Vincent i Grenadyny).